# Midaèon
Midaèon o Midàion (en grec antic: Μιδάειον o Μιδάιον) va ser una ciutat del nord-est de Frígia, a la vora del riu Batis, al camí entre Dorilèon i Pessinunt. Pertanyia al convent jurídic de Sínnada, segons diuen Esteve de Bizanci, Claudi Ptolemeu, Plini el Vell i Estrabó.
La ciutat podria haver estat construïda per un dels cinc reis que van portar el nom de Mides al Regne de Frígia. És coneguda perquè en aquesta ciutat va caure presoner l'almirall Sext Pompeu en mans dels oficials de Marc Antoni, i on va ser executat tot seguit. S'ha suposat que es correspon amb la ciutat que Ammià Marcel·lí esmenta amb el nom de Mygdum.